# It's the Girls!
It's the Girls! è il quattordicesimo studio album della cantante e attrice statunitense Bette Midler, uscito il 4 novembre 2014. L'album comprende numerose rivisatazioni musicali di molti successi discografici di gruppi femminili, dal trio degli anni trenta Boswell Sisters, alle Andrews Sisters, le Supremes, sino al gruppo TLC. L'album è stato prodotto da Marc Shaiman, con cui la cantante ha già collaborato in precedenza.

## Tracce
1. Be My Baby – 3:10 (Jeff Barry, Ellie Greenwich, Phil Spector) – eseguita originariamente da The Ronettes
2. One Fine Day – 2:54 (Gerry Goffin, Carole King) – eseguita originariamente da The Chiffons
3. Bei Mir Bistu Shein – 2:23 (Sammy Cahn, Saul Chaplin, Sholom Secunda) – eseguita originariamente da The Andrews Sisters
4. Baby It's You – 3:18 (Burt Bacharach, Mack David, Luther Dixon) – eseguita originariamente da The Shirelles
5. Tell Him – 2:57 (Bert Berns) – eseguita originariamente da The Exciters
6. He's Sure the Boy I Love – 2:54 (Barry Mann, Cynthia Weil) – eseguita originariamente da The Crystals
7. Mr. Sandman – 2:25 (Pat Ballard) – eseguita originariamente da The Chordettes
8. Come and Get These Memories – 4:14 (Holland-Dozier-Holland) – eseguita originariamente da The Vandellas
9. Too Many Fish in the Sea – 3:05 (Eddie Holland, Norman Whitfield) – eseguita originariamente da The Marvelettes
10. Teach Me Tonight – 3:30 (Sammy Cahn, Gene de Paul) – eseguita originariamente da The DeCastro Sisters
11. Waterfalls – 4:14 (Marqueze Etheridge, Lisa Lopes, Rico Wade, Ray Murray, Sleepy Brown) – eseguita originariamente da TLC
12. You Can't Hurry Love – 3:07 (Holland-Dozier-Holland) – eseguita originariamente da The Supremes
13. Give Him a Great Big Kiss – 3:01 (Shadow Morton) – eseguita originariamente da The Shangri-Las
14. Will You Love Me Tomorrow – 3:35 (Gerry Goffin, Carole King) – eseguita originariamente da The Shirelles
15. It's the Girl – 2:38 (David Oppenheimer, Abel Baer) – eseguita originariamente da Boswell Sisters

Tracce bonus dell'edizione deluxe
1. The Hunter Gets Captured by the Game – 3:13 (Smokey Robinson) – eseguita originariamente da The Marvelettes
2. (Talk to Me of) Mendocino – 2:49 (Kate McGarrigle) – eseguita originariamente da Kate and Anna McGarrigle